# Роз-Хилл (тауншип, Миннесота)
Роз-Хилл (англ. Rose Hill) — тауншип в округе Коттонвуд, Миннесота, США. На 2000 год его население составило 189 человек.

## География
По данным Бюро переписи населения США площадь тауншипа составляет 94,6 км², из которых 92,6 км² занимает суша, а 2,1 км² — вода (2,19 %).

## Демография
По данным переписи населения 2000 года здесь находились 189 человек, 69 домохозяйств и 54 семьи.  Плотность населения —  2,0 чел./км².  На территории тауншипа расположено 76 построек со средней плотностью 0,8 построек на один квадратный километр. Расовый состав населения: 100,00 % белых.
Из 69 домохозяйств в 37,7 % воспитывались дети до 18 лет, в 76,8 % проживали супружеские пары и в 21,7 % домохозяйств проживали несемейные люди. 18,8 % домохозяйств состояли из одного человека, при том 8,7 % из — одиноких пожилых людей старше 65 лет. Средний размер домохозяйства — 2,74, а семьи — 3,15 человека.
31,7 % населения — младше 18 лет, 3,2 % — в возрасте от 18 до 24 лет, 23,3 % — от 25 до 44, 27,5 % — от 45 до 64, и 14,3 % — старше 65 лет. Средний возраст — 38 лет. На каждые 100 женщин приходилось 117,2 мужчин.  На каждые 100 женщин старше 18 приходилось 98,5 мужчин.
Средний годовой доход домохозяйства составлял 39 688 долларов, а средний годовой доход семьи —  41 250 долларов. Средний доход мужчин —  26 964  доллара, в то время как у женщин — 20 000. Доход на душу населения составил 14 594 доллара. За чертой бедности находились 7,4 % семей и 7,0 % всего населения тауншипа, из которых 5,6 % младше 18 лет.